# Рахов, Виктор Георгиевич
Ви́ктор Гео́ргиевич Ра́хов (1 января 1914, Саратов — 29 августа 1939, Чита) — советский военный лётчик, Герой Советского Союза.

## Биография
Родился в 1914 году в городе Саратове. Обучался в лётной школе Осоавиахима (1932), военной школе пилотов имени А. Ф. Мясникова.
Служил в 88-й истребительной эскадрилье (Москва), затем помощником командира 22-го истребительного авиационного полка 23-й истребительной авиационной бригады 1-й армейской группы, участвовал в боях против Японии в районе реки Халхин-Гол.
За время боёв сбил 8 самолётов противника лично и 6 в группе.
Был смертельно ранен в бою 27 августа 1939 года, а через два дня умер от ран в Читинском военном госпитале.

## Награды
- Указом Президиума Верховного Совета СССР от 29 августа 1939 года старшему лейтенанту Рахову В. Г. присвоено звание Героя Советского Союза.
- Орден Красного Знамени (Монголия) (10.08.1939)[3]

## Память
В честь Героя названы улицы в нескольких городах:
- Саратов;
- Чита;
- Казань.

Улица Рахова В.Г. в Саратове
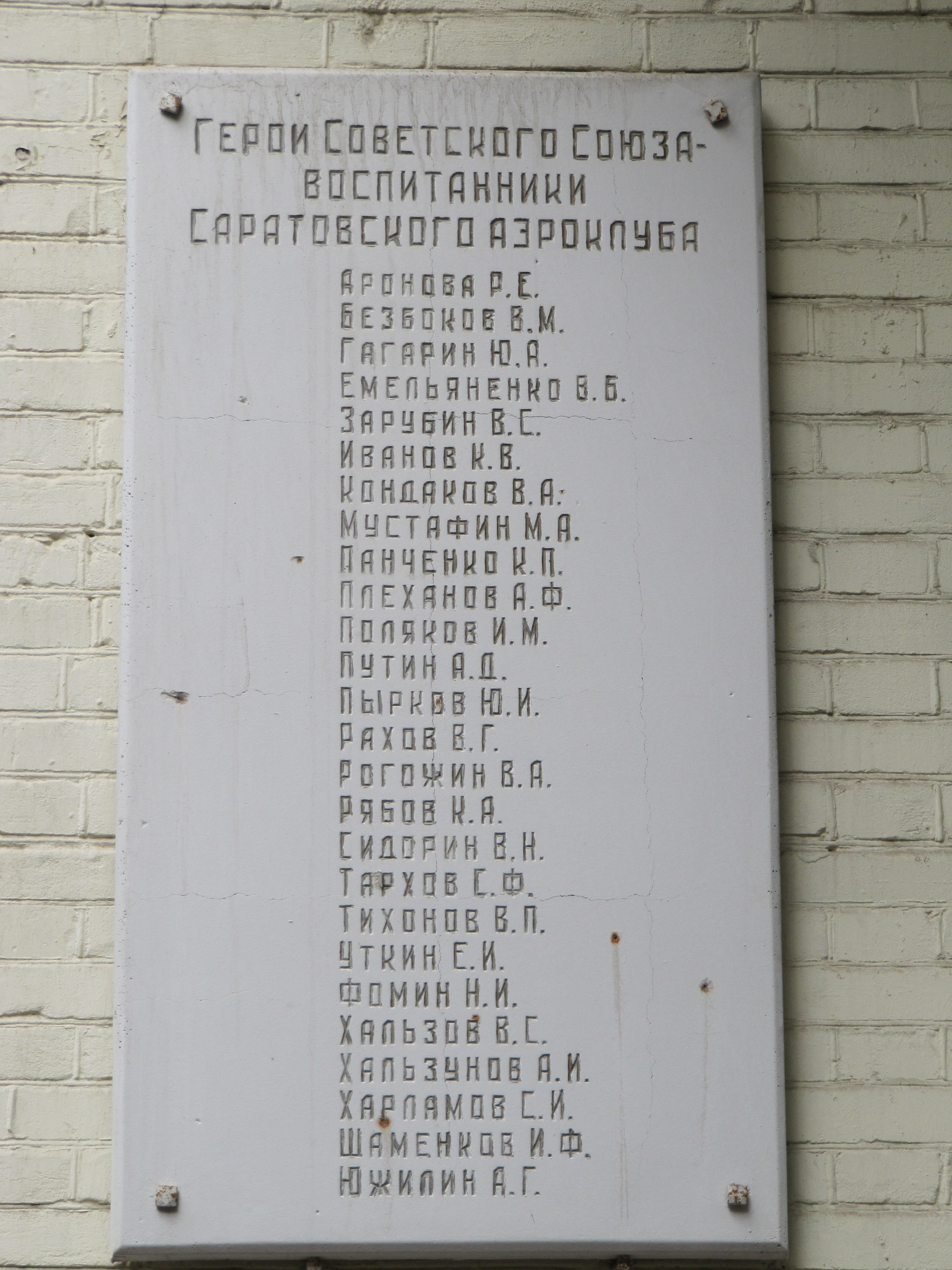
Здание аэроклуба ул. Рабочая 22, Саратов